# Umicore
Umicore N.V., tidligere Union Minière, er et multinationalt selskab, der arbejder med materialeteknologi. Hovedkvarteret ligger i Bruxelles, Belgien.
Selskabet blev etableret i 1989 ved en fusion af fire selskaber i mine- og smeltningsindustrien. Umicore er siden blev omdannet til at være mere fokuseret på teknologi, og omfatter områder som raffinering og genbrug af ædelmetaller og fremstilling af specialiserede produkter af ædelmetaler, kobolt, zink og andre metaller. Firmaet har været en del af Belgiens BEL20 aktieindeks siden 1991.
Navnet blev ændret fra Union Minière til Umicore i 2001 for at vise at selskabet har ændret fokus fra mineindustri.